# Episodi di Gli infallibili tre (prima stagione)
La prima stagione della serie televisiva Gli infallibili tre, composta da 13 episodi è stata trasmessa nel Regno Unito per la prima volta sulla ITV il 22 ottobre 1976 e si è conclusa il 21 gennaio 1977.
In Italia, è stata trasmessa per la prima volta su Rai 2 dal 19 maggio al 24 agosto 1978.
| nº | Titolo originale               | Titolo italiano         | Prima TV Regno Unito | Prima TV Italia |
| -- | ------------------------------ | ----------------------- | -------------------- | --------------- |
| 1  | The Eagle's Nest               | Il nido dell'aquila     | 22 ottobre 1976      | 19 maggio 1978  |
| 2  | House of Cards                 | La casa di carte        | 29 ottobre 1976      | 26 maggio 1978  |
| 3  | The Last of the Cybernauts...? | L'ultimo dei cibernauti | 5 novembre 1976      | 2 giugno 1978   |
| 4  | The Midas Touch                | Il tocco di Mida        | 12 novembre 1976     | 3 agosto 1978   |
| 5  | Cat Amongst the Pigeons        | Rapaci                  | 19 novembre 1976     | 15 giugno 1978  |
| 6  | Target!                        | Tiro al bersaglio       | 26 novembre 1976     | 8 giugno 1978   |
| 7  | To Catch a Rat                 | Caccia al topo          | 3 dicembre 1976      | 22 giugno 1978  |
| 8  | The Tale of the Big Why        | Storia di Ipsilon       | 10 dicembre 1976     | 27 luglio 1978  |
| 9  | Faces                          | I sosia                 | 17 dicembre 1976     | 6 luglio 1978   |
| 10 | Gnaws                          | Paura sotto la città    | 21 dicembre 1976     | 17 agosto 1978  |
| 11 | Dirtier by the Dozen           | Jack il pazzo           | 7 gennaio 1977       | 24 agosto 1978  |
| 12 | Sleeper                        | Operazione silenzio     | 14 gennaio 1977      | 10 agosto 1978  |
| 13 | The Three-Handed Game          | Partita a tre mani      | 21 gennaio 1977      | 20 luglio 1978  |